# Michelle Perry
Michelle Smilja Perry, ameriška atletinja, * 1. maj 1979, Granada Hills, Kalifornija, ZDA.
Nastopila je na poletnih olimpijskih igrah leta 2004 in dosegla štirinajsto mesto v sedmeroboju. Na svetovnih prvenstvih je v teku na 100 m z ovirami osvojila zaporedna naslova prvakinje v letih 2005 in 2007.